# 邱启文
邱启文（1969年2月—），男，汉族，江西遂川人，中华人民共和国政治人物，1990年毕业于南京大学环境化学专业，曾任环境保护部土壤环境管理司司长、生态环境部固体废物与化学品司司长等职，2021年6月升任生态环境部副部长。2022年5月，任中共浙江省委常委、统战部部长，同年6月不再担任生态环境部副部长一职。2023年11月，兼任浙江省委秘书长。